# Lago Putahow
O lago Putahow é um lago de água doce localizado no extremo noroeste da província de Manitoba, no Canadá.

## Descrição
Este lago encontra-se próximo da fronteira entre as províncias de Manitoba e Territórios do Noroeste, Canadá e as suas coordenadas geográficas são 59° 55′ N, 100° 40′ O. 